# Дидиерея мадагаскарская
Дидиерея мадагаскарская (лат. Didierea madagascariensis) — вид суккулентных растений рода Дидиерея (Didierea) семейства Дидиереевые (Didiereaceae), произрастающий на территории Южного Мадагаскара.

## Название
Родовое латинское (научное) название Didierea дано в честь Альфреда Грандидье (фр. Alfred Grandidier, 1836—1921) — французского путешественника, натуралиста и летописца Мадагаскара. Видовой латинский эпитет madagascariensis переводится как — «мадагаскарская».
Другое название — «осьминожное дерево» (англ. octopus tree), ввиду сильно разветвленных ветвей.

## Описание

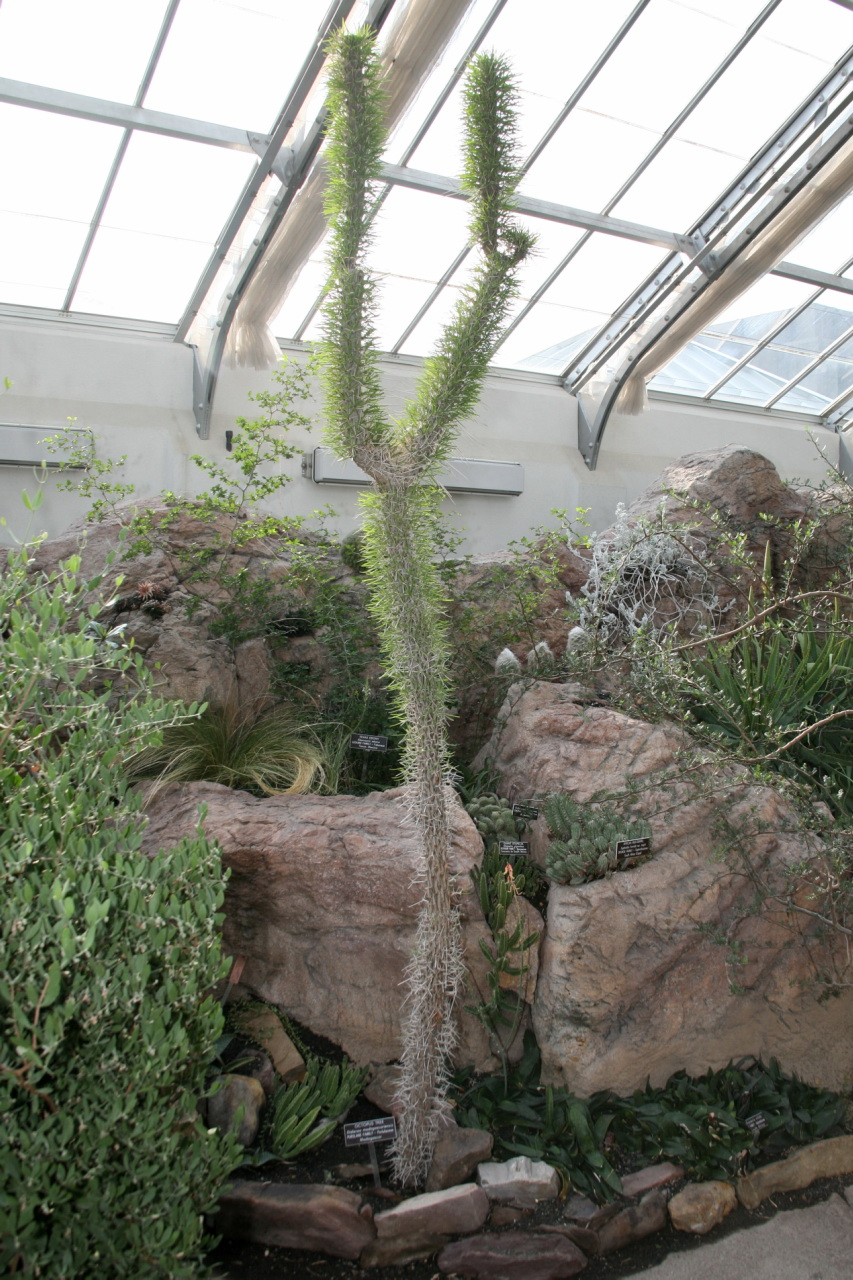
В ботаническом саду

Древовидное растение со стволом до 1,5 м в высоту с разветвленной кроной из толстых торчащих вверх ветвей. Молодые растения неразветвленные. Ареолы несут многочисленные колючки 4 см длиной и пучки узких зеленых листьев, достигающих до 15 см длины.
Цветки мелкие, двудомные, расположенные в верхней части побегов. Лепестки являются двумя прицветниками, которые трансформированы в женских цветках в механизм рассеивания маленьких, похожих на орешки, плодов. Колючки прямые, длиной 4 см. Листья ярко-зеленые, мясистые, эллиптически вытянутые, на коротких черешках, 1-2 см длиной и 3 мм шириной, растут пучками по 5 штук. В период покоя листья опадают. Цветки зеленовато-белого цвета, собраны в зонтик, а мелкие плоды рассеиваются с помощью округлых бумагоподобных прицветников.

## Распространение и экология
Дидиерея мадагаскарская произрастает в Южном Мадагаскаре, в эко-регионе, известном как Мадагаскарские колючие заросли. Она растет преимущественно на дюнах с красной песчаной почвой, которая не содержит извести. В этом уникальном ландшафте Мадагаскара можно встретить кустарники и деревья, такие как Alluaudia procera, Pachypodium geayi, Delonix floribunda, Euphorbia stenoclada, Adansonia za и Adansonia fony. Климат в данном районе является полузасушливым, с годовым количеством осадков от 340 до 580 мм и 8-10 (и более) засушливыми месяцами.
Дидиерея мадагаскарская является примером конвергентной эволюции. Это растение имеет сходство во внешнем виде с кактусами Нового Света, африканскими молочаями и другими колючими растениями, обитающими в пустынных условиях. Они имеют сочные стебли, колючки и способность запасать воду, чтобы приспособиться к суровым условиям пустыни. Несмотря на внешнее сходство, эти растения относятся к различным семействам и развили аналогичные характеристики независимо друг от друга в ответ на сходные экологические проблемы.

## Таксономия

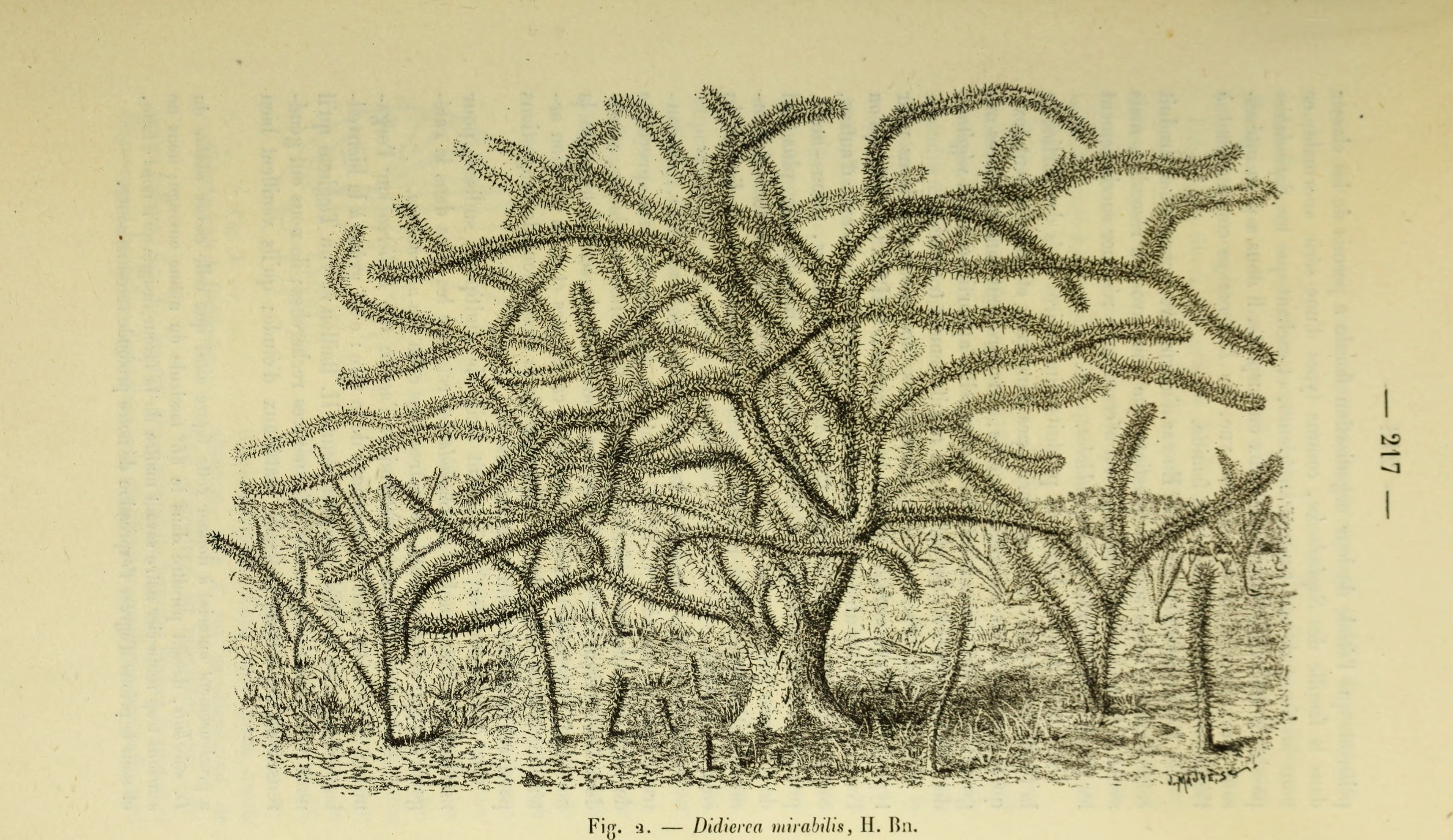
«Осьминожное дерево»

Didierea madagascariensis Baill., первое упоминание в Bull. Mens. Soc. Linn. Paris 1: 258 (1880).

### Синонимы
Гетеротипные (основанные на разных номенклатурных типах):
- Didierea mirabilis Baill. (1895)